# Когнитивно изкривяване
Когнитивните изкривявания са погрешни мисли или идеи, идентифицирани в когнитивната терапия и нейните варианти, които (погрешните мисли и идеи) поддържат негативното мислене или помагат за поддържане на негативните емоции. Теорията на когнитивните изкривявания за първи път е предложена от Дейвид Бърнс. Приема се, че премахването на тези изкривявания и негативни мисли оправя настроението и възпрепятства болести като депресия и хронична тревожност. Процесът на учене за отхвърляне на тези изкривявания се нарича „Когнитивно преструктуриране“.